# まなび戦隊オシエルンジャー
まなび戦隊オシエルンジャーとは、主に神奈川県相模原市の橋本で活動しているローカルヒーロー。

## 概要
子供達に学ぶ喜びを教えるために誕生したヒーロー。2011年7月3日にデビューした。
公式サイトによると、スローガンは「学ぶ喜び忘れるな！ 学んだ分だけ強くなれる！」。
合言葉は「爆学しようぜ！」（「爆学＝爆裂に学ぶ」という意味）。

### イベント
2013年4月現在、神奈川県相模原市にあるショッピングモール、アリオ橋本において毎月隔週日曜日に2～30分ほどのイベントを1日1～2回開催している。
基本的にアリオ橋本の2階でプレビ株式会社が運営しているアミューズメント施設「エブリデイファンハウス　こころっこ」の前で行われるが、他のイベントスペースで行われることもある。
イベントの冒頭ではスーパー戦隊シリーズ風のオリジナルオープニング映像を上映している。
毎回、特別講師を招き、子供達の好奇心を刺激するテーマをレクチャーしている。学校や保育園、幼稚園では学べないような、また、子供の年頃では学ぶ機会がないようなテーマを選んでいるとのこと。

## ストーリー
オシエルンジャーが命を賭けて守るものは、この世のどこかにある好奇心の結晶・マナビモンド。もしもマナビモンドが壊れると、人々は好奇心を失い、やる気のない無気力な人間になってしまう。無気力帝国ダリーのボス・カッタリー14世はマナビモンドの破壊を企んでおり、戦闘員・ヤダを学びの場に送り込んで人々のやる気を奪い、授業を妨害する。
私立オシエル学園の教師達が課外授業を展開し、特別講師のもと子供達が楽しく学び、授業が順調に進んでいると思った矢先、無気力帝国の戦闘員・ヤダが乱入。子供たちの学びの邪魔をする。ヤダは雑魚キャラの割にはかなり強く、私立オシエル学園の教師達はいつもやられてしまう。
取り残された子供達は特別講師に教わった内容を復習し、まなびパワーをチャージ。私立オシエル学園の教師達は子供達からまなびパワーを受け取り、オシエルンジャーに変身する。変身後もヤダの攻撃を受けピンチに陥るも、チャージしたまなびパワーを一気に放出する宇宙最強の必殺技「マナビバーン」でヤダを倒す。

## 主なキャラクター
- オシエレッド／いしばし先生（カオポイント 石橋哲也）
普段は私立オシエル学園勤務。国語担当。まなびパワーをチャージすると、マナーと道徳を教えるオシエレッドに変身。リーダーとしてオシエルンジャー達をまとめている。武器は分厚い書籍で、名前は「ワンダーブック」。額のエンブレムはペン。

- オシエブルー／たなべ先生（ゴールドラッシュ 田邉利博）
普段は私立オシエル学園勤務。数学担当。まなびパワーをチャージすると数学の知恵を教えるオシエブルーに変身。武器はでかい三角定規と長い定規で作られたソードで、名前は「アカデミックソード」。技を決めたとき、三角形の面積を求める公式をかっこよくつぶやく。額のエンブレムは三角定規。

- オシエグリーン／オニー先生（アウェイ部 ONY）
普段は私立オシエル学園勤務。理科担当。料理が上手で、殺陣もできるなどとても器用。まなびパワーをチャージすると理科と遊びを教えるオシエグリーンに変身。武器は先端にグーチョキパーがあしらわれているスティックで、名前は「ジャンケンロッド」。額のエンブレムはグーチョキパー。

- オシエイエロー／おくまん先生（カオポイント おくまん）
普段は私立オシエル学園勤務。体育担当。肥満気味でヒーローらしからぬ体型をしている。まなびパワーをチャージすると体育で元気を教えるオシエイエローに変身。武器はグラウンドの整備などに使う整地ローラーで、名前は「メガトンコンダラー」。額にエンブレムはなく、ヘルメットにコンダラーがあしらわれている。

- オシエピンク／まりあ先生（小山まりあ）
普段は私立オシエル学園勤務。音楽と美術担当。紅一点で子供達からも保護者からも人気があり、実は一番食いつきがある。まなびパワーをチャージすると芸術と音楽の楽しさを教えるオシエピンクに変身。武器は音符と刷毛をあしらった長いスティックで、名前は「ダヴィンチタクト」。額のエンブレムは音符。

- カッタリー14世
無気力帝国ダリーのボス。化け物のような姿をし、好奇心の結晶・マナビモンドの破壊を企んでいる。人々のやる気を奪うため、戦闘員・ヤダを各地に送り込んでいる。

- ムリー／(関口愛美)
カッタリー14世の娘。2013年2月3日のイベントから登場。学びの邪魔をし、子供たちをさらおうとする。

- 戦闘員・ヤダ
カッタリー14世の手下。二人しかいないがかなり強く、5人いるオシエルンジャーをいつもピンチに追い込む。武器はやる気掃除機。一見、普通の掃除機に見えるが、人々のやる気を吸い取ってしまうことができ、実は高性能。「やだやだ」が口癖。

## テーマソング
- 『まなび戦隊オシエルンジャー』
歌：ヒロハラノブヒコ
作詞：ヒロハラノブヒコ
作曲・編曲：あらいふとし（one cake size feathers）

## 出演

### テレビ
- will togethr～ウィル・トゥギャザー～（テレビ神奈川）
- ピラメキーノ（テレビ東京）
- 奇跡体験!アンビリバボー（フジテレビ）
- 中川翔子のマニア★まにある（BS日テレ）

### 本
- 超ローカルヒーロー大図鑑（水曜社）

### 雑誌
- 横浜ウォーカー（角川マガジンズ）

## スタッフ
プロデューサー：丸目博則・ヒロハラノブヒコ